# Сузане Шултинг
Сузане Шултинг (на нидерландски: Suzanne Schulting, Произн. на нидерландски: [syˈzɑnə ˈsxʏltɪŋ]) е нидерландска състезателка по шорттрек, шампионка и бронзова медалистка на зимните олимпийски игри в Пьонгчанг през 2018 г.
Родена на 25 септември 1997 година в Гронинген.

## Успехи
Олимпийски игри
- Шампион (1): 2018 на 1000 метра
- Бронзов медал (1): 2018 в щафета 3000 м.

Световно първенство
- Бронзов медал (1): 2017 на 1000 м.

Европейски първенства
- Шампион (1): 2016 в щафета 3000 м.

2015 в щафета 3000 м.
- Бронзов медал (2): 2016 в многобоя и 2017 в щафета 3000 м.

### Олимпийски игри
| Олимпиада      | 1000 м. | щафета 3000 м. |
| -------------- | ------- | -------------- |
| 2018 Пьонгчанг | Злато   | Бронз          |